# Gefecht von Glen Trool
Schlachten des Ersten Schottischen Unabhängigkeitskrieges

Berwick – Dunbar – Stirling Bridge – Falkirk – Roslin – Stirling Castle – Methven – Dalry – Glen Trool – Loudoun Hill – Inverurie – Brander – Perth – Bannockburn – Berwick – Berwick – Myton – Byland – Weardale
Schlachten des Zweiten Schottischen Unabhängigkeitskrieges

Kinghorn – Dupplin Moor – Annan – Berwick – Halidon Hill – Boroughmuir – Culblean – Neville’s Cross
Das Gefecht von Glen Trool (auch Glentrool) war ein Gefecht während des Ersten Schottischen Unabhängigkeitskriegs. Es fand im April 1307 statt, doch das genaue Datum ist eben sowenig wie der Ablauf des Gefechts bekannt.
Nach seiner Flucht auf die westschottischen Inseln nach der Niederlage in der Schlacht bei Methven 1306 war der schottische König Robert the Bruce im Februar 1307 nach Südwestschottland zurückgekehrt. Von dort aus führte er mit seinen Unterstützern einen Kleinkrieg gegen die englischen Truppen, die unter dem Oberkommando des englischen Statthalters Aymer de Valence und dem Kommando von John Botetourt, Robert Clifford und Henry Percy auf der Suche nach ihm waren. Die englischen Truppen wurden von schottischen Baronen wie John Menteith, Ingram de Umfraville, John of Lorne und David Strathbogie unterstützt. Der englische König Eduard I., der sich krank unweit der schottischen Grenze aufhielt, drängte darauf, Bruce zu fassen, um die Rebellion endgültig niederzuschlagen. 
Robert the Bruce wich jedoch seinen Verfolgern aus. Im April 1307 konnte er sogar weit nach Galloway vorstoßen. Dort versteckte er sich mit seiner Streitmacht im Glen Trool, einem tiefen Nebental des River Cree, das zu weiten Teilen vom Loch Trool gefüllt ist. In diese unwegsame Umgebung machte eine englische Streitmacht einen Vorstoß, bei dem sie vermutlich südöstlich des Loch Trool in einen Hinterhalt gerieten und dabei Verluste erlitt. Die englische Streitmacht soll aus 10 Rittern und 23 men-at-arms bestanden haben, doch über die genaue Stärke und Verluste der beteiligten Streitkräfte gibt es keine gesicherten Angaben. Nach dem schottischen Chronisten John Barbour war das Gefecht ein Triumph für Robert the Bruce, da er erstmals eine englische Streitmacht schlagen konnte. Nach den englischen Chroniken war es dagegen nur ein Geplänkel, bei dem eine berittene englische Streitmacht in dem Gebiet zwischen dem Glen Trool und Glenheur einige Pferde verlor. Nach dem Erfolg von Glen Trool zog Bruce nach Norden. Er umging Ayr und stellte Aymer de Valence am 10. Mai in der Schlacht am Loudoun Hill.